# Buffum Four Cylinder Stanhope
Der Buffum Four Cylinder Stanhope ist ein 1894 bis 1895 von Henry H. Buffum (?–1933) in Abington, Plymouth County (Massachusetts, USA) gebautes Versuchsfahrzeug. Er ist das erste von sechs Fahrzeugen, die dieser Konstrukteur gebaut hat und davon das einzige erhaltene. Das Fahrzeug gilt als erstes Vierzylinder-Automobil der Welt, das noch zahlreiche weitere Innovationen aufweist.

## Henry H. Buffum
Henry Buffum kam 1890, von der Westküste nach Abington und beschäftigte sich  hauptsächlich mit der Automatisierung der Schuhproduktion für die er eine Nagel- und eine Nähmaschine konstruierte. Daneben betrieb er eine kleine Fahrradproduktion, reparierte mechanische Geräte und baute Motorboote. Buffum erhielt zahlreiche Patente für seine Entwicklungen.
Bevor er 1901 (nach einer Quelle: 1903) ein eigenes Unternehmen zur Herstellung von Automobilen gründete, fertigte er einige Exemplare als Versuchsfahrzeuge und einige wenige auf Wunsch ortsansässiger Kunden. Sechs dieser Automobile entstanden zwischen 1894 und 1900, wahrscheinlich nebenbei in seiner Freizeit. Der 1894 bis 1895 entstandene Buffum Four Cylinder Stanhope war das erste dieser Fahrzeuge. Aus Angst, seine Ideen könnten von anderen kopiert  werden, zeigte und fuhr Buffum seine Automobile nur selten.

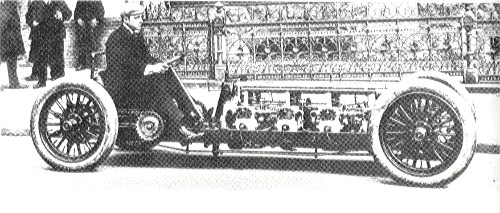
Buffum 80 HP Model G „Greyhound“ Rennwagen mit 180°-V8-Motor (1904)

Erst ab 1900 begann Henry Buffum, Bestellungen für seine Automobile anzunehmen. Die Kunden fanden sich meist in Abington und Umgebung. Eine ernsthafte Produktion begann 1901, als in Abington die H.H. Buffum Company gegründet wurde. Sie begann ihre Tätigkeit mit einem neuen Modell, das einen Frontmotor und bereits eine Startvorrichtung vom Fahrersitz aus hatte. Buffum fertigte auch die Aluminiumkarosserien selber. Das Unternehmen setzte Meilensteine mit dem Greyhound, dem ersten in den USA hergestellten Achtzylinder-Straßenfahrzeug (1903), der im folgenden Jahr im regulären Verkaufskatalog erschien und damit als erster Produktionsrennwagen gilt. Es folgten mehrere Vierzylinderbaureihen und 1906 mit dem Buffum 40 HP ein Modell, das als erster Personenwagen mit Achtzylindermotor in Betracht kommt. Ob das so ist, lässt sich nicht abschließend klären; der Hewitt 50/60 HP mit V8 erschien nahezu zeitgleich auf dem Markt. Ende 1907 musste die H.H. Buffum Company Insolvenz anmelden. Henry Buffum zog nach Laconia (New Hampshire) und baute dort Motorboote, ehe er 1914 den von ihm konstruierten Laconia Cyclecar auf den Markt brachte und im ersten und einzigen Produktionsjahr etwas weniger als 100 dieser kleinen Wagen absetzte. Henry Buffum starb 1933.

## Buffum Four Cylinder Stanhope
Mit den Arbeiten an seinem ersten Auto begann Buffum bereits 1894.
Der Motor ist zeittypisch quer unter dem Fahrersitz angebracht. Das 1895 fertiggestellte Fahrzeug ist in mehrerer Hinsicht bemerkenswert und stellt einen Meilenstein der Automobilgeschichte dar.

## Geschichte des Fahrzeugs und Verbleib
Der Buffum Four Cylinder Stanhope blieb bis zu Henry Buffums Tod 1933 in dessen Besitz. Seine Witwe verkaufte das Auto 1934 an einen der ersten Privatsammler von historischen Automobilen, Harry Bell, der es während einer langen Zeit dem Princeton Auto Museum in Princeton (Worcester County, Massachusetts) als Leihgabe zur Verfügung stellte. Das Princeton Auto Museum war eines der ersten Museen dieser Art in den USA und wurde um 1960 geschlossen. Die Fahrzeuge wurden, zunächst ohne den Buffum Stanhope, in die Sammlung des Zimmerman Museum übernommen, das ihn später offenbar von Bell erwarb. Er wechselte einige weitere Male den Besitzer und verblieb längere Zeit beim Sammler John Swann in Highland (Maryland), der das Auto fahrbar machte und für Paraden nutzte. Anlässlich der Feierlichkeiten zur Eröffnung der zweiten Chesapeake Bay Bridge 1973 war der Buffum Stanhope das erste Fahrzeug, das diese Parallelbrücke befuhr.
Danach war es im Owl's Head Transportation Museum in Owl's Head ausgestellt. Am 17. August 2012 war es Bestandteil der jährlichen Quail Lodge-Versteigerung des renommierten Auktionshauses Bonhams in Carmel-by-the-Sea (Kalifornien). Es wurde als Lot Nr. 446 zu einem Schätzpreis von US$ 250.000.- bis 350.000.- angeboten, erhielt aber keinen Zuschlag. Danach gelangte es in die Sammlung des Louwman Museums in Den Haag (Niederlande), wo es zu besichtigen ist.
Das Fahrzeug erhielt vor Jahren eine neue Lackierung, präsentiert sich sonst aber in weitgehend originalem Zustand, was die Ledersitze und die Spritzwand ebenso einschließt wie die zahlreichen technischen Besonderheiten.

## Technik

### Motor
Der Reihen-Vierzylindermotor hat auf einem gemeinsamen Kurbelwellengehäuse vier einzeln gegossene Zylinder mit jeweils abnehmbarem Zylinderkopf. Die Ventile sind  obengesteuert, was eine sehr frühe Anwendung dieses Prinzips darstellt. Motorblock und Zylinder bestehen aus Eisenguss. Das Einlassventil wird als „Mischventil“ beschrieben, womit ein sogenanntes Schnüffelventil gemeint ist. Der Motor hat eine von Buffum entwickelte Wasserkühlung; jeder Zylinder wird mit eigenen Kühlleitungen versorgt.
Die Zündanlage funktioniert nach dem äußerst simplen „Make and break“-Prinzip, d. h., im Inneren jedes Zylinders sind Kontaktpunkte angebracht, die mit einer Zündspule verbunden sind und durch ein Gestänge außen am Zylinder geöffnet und geschlossen werden. Sobald sie geöffnet werden, erzeugen sie einen Lichtbogen, der den Zündfunken für das Gemisch im Zylinder bildet und die Explosion auslöst. Die Abgase werden durch eine Doppelauspuffanlage mit zwei Kanistern abgeführt.
Der Motor wird mittels einer Kurbel in Betrieb genommen, die seitlich am Sitz aus dem Motorraum geführt wird.

### Kraftübertragung
Für die Kraftübertragung wählte Buffum eine Kombination aus Zweigang-Planetengetriebe und einer einzelnen Antriebskette, die mittig zur Hinterachse geführt ist. Ein Differenzial ist nicht vorgesehen. Die Bedienungselemente sind gut durchdacht. Der Schalthebel für die beiden Vorwärtsgänge ragt ganz rechts am Sitz aus dem Motorraum. Oben auf dem Hebel ist ein runder, mit Leder bezogener Schaltknauf angebracht. Er ist drehbar und reguliert die Geschwindigkeit. Vermutlich war es ursprünglich ein Schuhmacherwerkzeug, das Buffum zu diesem Zweck angepasste. Es fand sich auch noch an späteren Buffum-Fahrzeugen. Pedale waren für Bremse und Rückwärtsgang vorgesehen.

### Fahrgestell
Aufbau und Fahrgestell entstanden mit Hilfe des ortsansässigen Kutschenbauers George Pierce (nicht identisch mit George N. Pierce, dem Gründer von Pierce-Arrow). Der leichte Rahmen wurde aus Stahlrohren hergestellt und enthielt zahlreiche Merkmale des Kutschenbaus. Er besteht aus einem Zentralrohr, an dem die Achsen ohne eigene Federung befestigt sind, und drei Federpaketen, die über dem Fahrgestell angebracht sind und den daran aufgehängten Wagenkörper stützen und federn. Ein einzelnes Federpaket trägt ihn vorn; zwei weitere sind auf jeder Seite längs zur Fahrtrichtung angeordnet und übernehmen die Last im Heck. Diese Federpakete bestehen aus je einem Paar gegeneinandergestellten Halbelliptik-Blattfedern, wobei die beiden hinteren deutlich länger als die vordere sind.
Für die Aufhängung des Motors mitten im Rahmen ließ Buffum eigens eiserne Halterungen gießen, die am Rahmen und am Kurbelwellengehäuse befestigt sind.
Gelenkt wird mit einem kleinen Hebel, der auf der senkrecht vor dem Fahrer stehenden Lenksäule angebracht ist. Abbildungen zeigen keine Bremstrommeln an den Hinterrädern und ein Differenzial gibt es nicht, daher wirkt die Bremse wahrscheinlich auf das Getriebe.

### Stanhope-Karosserie
Kutschenbauer George Pierce lieferte mit hoher Wahrscheinlichkeit auch die Stanhope-Karosserie. Diese Bezeichnung geht auf die gleichnamige Kutsche zurück, die vor allem bei Handlungsreisenden und Landärzten verbreitet war. Unter den Motorfahrzeugen kann sie als etwas größerer und komfortablerer Motor-Buggy oder Runabout gesehen werden. Typischerweise war ein ledernes Victoria-Verdeck angebracht, das an diesem Versuchsfahrzeug allerdings fehlt.
Die Karosserie ist zweisitzig; auf die oft im Heck zusätzlich angebrachte, nach hinten gerichtete Zweier-Sitzbank wurde verzichtet. Sie ist sorgfältiger ausgeführt, als man von einem Prototyp erwarten würde. Vorn hat sie einen Spritzschutz, der aus einem mit Leder bezogenen Rahmen besteht.